# Sliema Wanderers FC
Sliema Wanderers este o echipă de fotbal din Sliema, Malta.

## Lotul sezonului 2009-2010
| Nr. |        | Poziție | Jucător                                    |
| --- | ------ | ------- | ------------------------------------------ |
| 2   | Malta  | F       | Alex Muscat                                |
| 3   | Malta  | F       | Ian Azzopardi                              |
| 4   | Italia | M       | Luca Martinelli                            |
| 5   | Malta  | F       | Josef Mifsud                               |
| 6   | Malta  | M       | Ryan Fenech (on loan from Ħamrun Spartans) |
| 7   | Malta  | M       | Noel Turner (căpitan)                      |
| 8   | Malta  | M       | Mark Scerri                                |
| 9   | Malta  | A       | Jean Pierre Mifsud Triganza                |
| 11  | Malta  | M       | Matthew Bartolo                            |
| 12  | Malta  | P       | Simon Agius (on loan from Floriana)        |

| Nr. |          | Poziție | Jucător                   |
| --- | -------- | ------- | ------------------------- |
| 13  | Malta    | F       | Clifford Gatt Baldacchino |
| 14  | Malta    | A       | Ivan Woods                |
| 15  | România  | F       | Lucian Dronca             |
| 16  | Malta    | P       | Jeremy Alden              |
| 18  | Malta    | A       | Amadeo Mercieca           |
| 19  | Malta    | F       | Ian Ciantar               |
| 20  | Malta    | F       | Giuseppe Muscat           |
| 21  | Malta    | A       | Klinsmann Grech           |
| 23  | Malta    | M       | John Mintoff              |
| 25  | Brazilia | P       | Michael Lima              |
| 77  | Malta    | F       | Clayton Failla            |

## Palmares
Prima Ligă   — campioană: 26

 1919/20, 1922/23, 1923/24, 1925/26, 1929/30, 1932/33, 1933/34, 1935/36, 1937/38, 1938/39, 1939/40, 1948/49, 1953/54, 1955/56, 1956/57, 1963/64, 1964/65, 1965/66, 1970/71, 1971/72, 1975/76, 1988/89, 1995/96, 2002/03, 2003/04, 2004/05
Prima Ligă — finalistă:

 1909/10, 1916/17, 1921/22, 1924/25, 1926/27, 1928/29, 1930/31, 1931/32, 1934/35, 1944/45, 1945/46, 1954/55, 1957/58, 1958/59, 1966/67, 1967/68, 1969/70, 1972/73, 1974/75, 1976/77, 1979/80, 1980/81, 1981/82, 1987/88, 1989/90, 1994/95, 1999/00, 2000/01, 2005/06
Cupa Maltei — campioană: 22

 1935, 1936, 1937, 1940, 1946, 1948, 1951, 1952, 1956, 1959, 1963, 1965, 1968, 1969, 1974, 1979, 1990, 2000, 2004, 2009, 2016, 2024
Cupa Maltei — finalistă:

 1938, 1939, 1945, 1949, 1953, 1958, 1964, 1971, 1972, 1980, 1982, 1987, 1991, 1993, 1996, 2002, 2003
Maltese First Division — campioană: 1

 1983/84
Supercupa Maltei — campioană: 3

 1996, 2000, 2009
Löwenbräu Cup — campioană

 1999, 2001, 2002
Super 5 Cup — campioană

 1990/91, 2001/02, 2003/04
Cassar Cup — campioană

 1923/24, 1924/25, 1933/34, 1934/35, 1937/38, 1938/39, 1945/46, 1955/56, 1956/57, 1959/60, 1966/67
Scicluna Cup — campioană

 1949/50, 1950/51, 1953/54, 1954/55, 1955/56, 1956/57, 1957/58, 1958/59, 1959/60, 1965/66
Cousis Shield — campioană

 1917/18, 1919/20, 1923/24, 1925/26
Christmas Cup — campioană

 1966/67, 1967/68, 1970/71
Independence Cup — campioană

 1964/65, 1969/70, 1971/72, 1973/74, 1981/82
Testaferrata Cup — campioană

 1964/65, 1974/75
MFA Cup — campioană

 1931/32
Sons of Malta Cup — campioană

 1972/73, 1979/80
Euro Cup — campioană

 1982, 1987, 1990, 2004, 2005
Christmas Tourney Cup — campioană

 1936/37, 1948/49
Schembri Shield — campioană

 1955/56, 1957/58
Empire Sports Ground Cup — campioană

 1923/24
MFA League Cup — campioană

 1965/66, 1969/70, 1978/79, 1984/85
MPFA Shield — campioană

 1954/55